# ニザーム・アリー・ハーン
ニザーム・アリー・ハーン（ウルドゥー語: نظامالملک آصف جاہ دوم, Nizam Ali Khan, 1734年3月7日 - 1803年8月6日）は、インドのデカン地方、ニザーム王国（ハイダラーバード王国）およびニザーム藩王国（ハイダラーバード藩王国）の第5代君主（ニザーム、在位：1762年 - 1803年）。アサド・ジャング（Asad Jang） 、アーサフ・ジャー2世（Asaf Jah II）とも呼ばれる。
彼はおよそ41年の長きにわたってニザーム王国を統治し、1798年にはイギリスと軍事保護条約を結び王国を藩王国としたものの、マラーターの跳梁をよく抑えて、王朝の衰退を食い止めた名君とされている。

## 生涯

### 即位以前

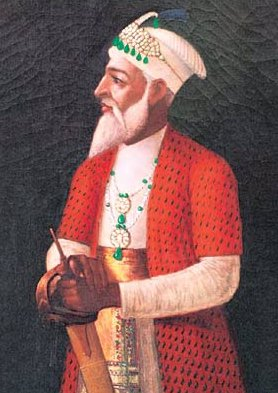
カマルッディーン・ハーン

1734年3月7日、ニザーム王国の始祖カマルッディーン・ハーン（アーサフ・ジャー）の四男、ナーシル・ジャング、サラーバト・ジャングの弟として生まれた。
1757年11月9日、兄でニザームのサラーバト・ジャングにより後継者として指名され、1760年10月までに権力を掌握していた。
そして、1762年7月8日、ニザーム・アリー・ハーンはサラーバト・ジャングをビーダル城に幽閉し、自身が新ニザームとして即位した。

### マラーターとの争い
1761年1月14日の第三次パーニーパトの戦いでマラーター同盟軍が大敗し、マラーター王国の宰相バーラージー・バージー・ラーオはそのショックで死亡し、マーダヴ・ラーオが宰相となったが、叔父ラグナート・ラーオが宰相位の継承権を主張するようになった。宰相マーダヴ・ラーオとラグナート・ラーオの不和は続き、1762年8月22日にラグナート・ラーオがプネーからヴァドガーオンに去って内乱が始まった。
ニザーム王国はマーダヴ・ラーオとラグナート・ラーオの争いに介入しラグナート・ラーオに援助を受けたが、マーダヴ・ラーオがこの内乱における戦いに勝利し、同年11月12日にラグナート・ラーオは降伏した。
ニザーム王国はラグナート・ラーオの降伏後、宰相府の領土に攻め入り、マーダヴ・ラーオは事態の深刻さを見て、1763年3月7日にニザーム王国への遠征を行った。
そして、同年8月10日にニザーム軍はマーダヴ・ラーオの軍にアウランガーバード近郊に破れた（ラークシャスブヴァンの戦い）。のち、ニザーム王国はマラーター王国に82ラク（820万ルピー）を生み出すデカンの地域を割譲し、マーダヴ・ラーオはプネーに帰還した。
また、それまでニザーム王国の首都はアウランガーバードであったが、同年にニザーム・アリー・ハーンはハイダラーバードへ遷都した。
ただし、遷都したのは1752年、兄のサラーバト・ジャングの治世とする場合もある。

### マイソール王国との関係とイギリスとの条約締結

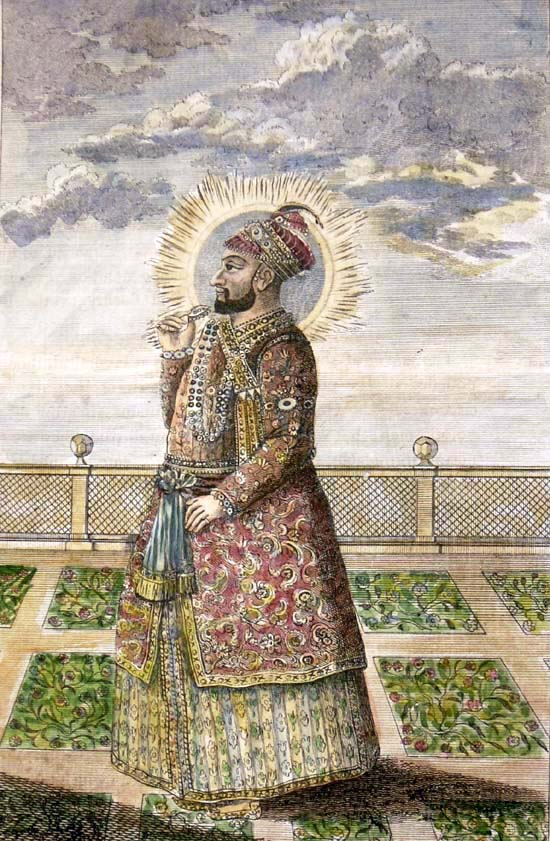
ハイダル・アリー

1761年、南インドのマイソール王国でムスリム軍人のハイダル・アリーが実権を握ると、その勢力拡大に乗り出した。そのため、ニザーム王国はマイソール王国と対立を強めた。
そこにイギリス東インド会社が介入し、1766年3月以降、ニザーム王国がかつてアウランガーバード条約でフランスに与えた北サルカール地方を占拠し始めた。
同年11月12日、ニザーム王国はインドに進出してきたイギリスといち早く友好条約を結び、その同盟国という形をとることとなった。その内容はニザーム王国が北サルカールを正式にイギリスに割譲するかわり、その要請に応じて軍事援助を提供すること、同地方の税収相当額から援助費用を差し引いた残額をニザームに支払うことなどを約した。
この最初の軍事保護条約を結んだ年をニザーム王国がイギリスの藩王国となった年とする場合がある。ただし、この友好条約に外交権を返上する旨が直接書かれていたわけではなく、外交権の喪失は後述の改定の結果によるものであり、王国が藩王国化したのは後述の条約によるものである。
1767年5月にニザーム王国はマイソール王国と同盟し、8月にイギリスと戦闘状態に入ったが（第一次マイソール戦争）、その圧迫を受けるようになった。1768年2月23日にニザーム王国は新たな友好条約を結ばされ、イギリスからの税収差額支払いの減額を決められた。
一方、ハイダル・アリー率いるマイソール軍は戦争を有利に進め、1769年3月にイギリスの拠点マドラスを包囲し、イギリスはこれに講和せざる得なかった。

### 第二次・第三次マラーター戦争と領土の拡大

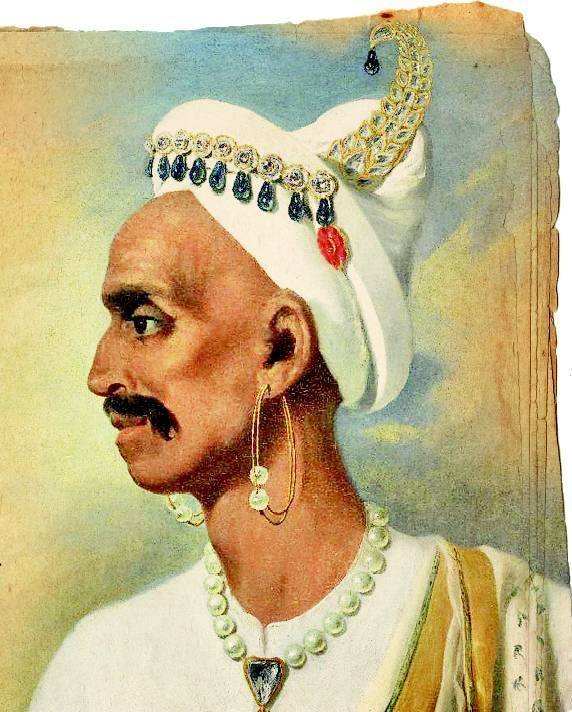
ナーナー・ファドナヴィース

1780年2月7日、第一次マラーター戦争が長引きラグナート・ラーオとの戦いで不利になったナーナー・ファドナヴィースは、マイソール王国のハイダル・アリーと反英で同盟するところとなり、これにはニザームも参加した。これにより、5月にハイダル・アリーは
タミル地方に出陣し、イギリスの拠点であるマドラスを脅かすところとなった（第二次マイソール戦争）。
だが、1782年5月にナーナー・ファドナヴィースはイギリスとの講和条約サールバイ条約の締結を承認し、第一次マラーター戦争を終わらせた。これはマイソール王国との盟約を破ることであったが、ハイダル・アリーは第二次マイソール戦争を続行し、12月に死亡した。
第二次マイソール戦争終了後、1785年以降マイソール王国とマラーター王国は戦争となり、1786年6月にマラーター王国軍がガジェーンドラガドの戦いでマイソール軍に大勝すると、1787年2月14日にナーナー・ファドナヴィースとティプー・スルターンとの間で講和が結ばれた。それでも、ナーナー・ファドナヴィースはマイソール王国の脅威を恐れ、ニザーム王国ともに警戒に当たり続けた。
そうしたなか、1789年12月にティプー・スルターンがトラヴァンコール王国に侵攻し、1790年5月に第三次マイソール戦争が勃発すると、同月6月にはマラーター王国、ニザーム王国、イギリスとの間に三者同盟が結成された。
そして、1792年に三者同盟軍はマイソール王国の首都シュリーランガパッタナを包囲し、3月に講和条約シュリーランガパトナ条約を結び、ニザーム王国はマイソール王国領北部を割譲された。

### ニザーム王国の藩王国化

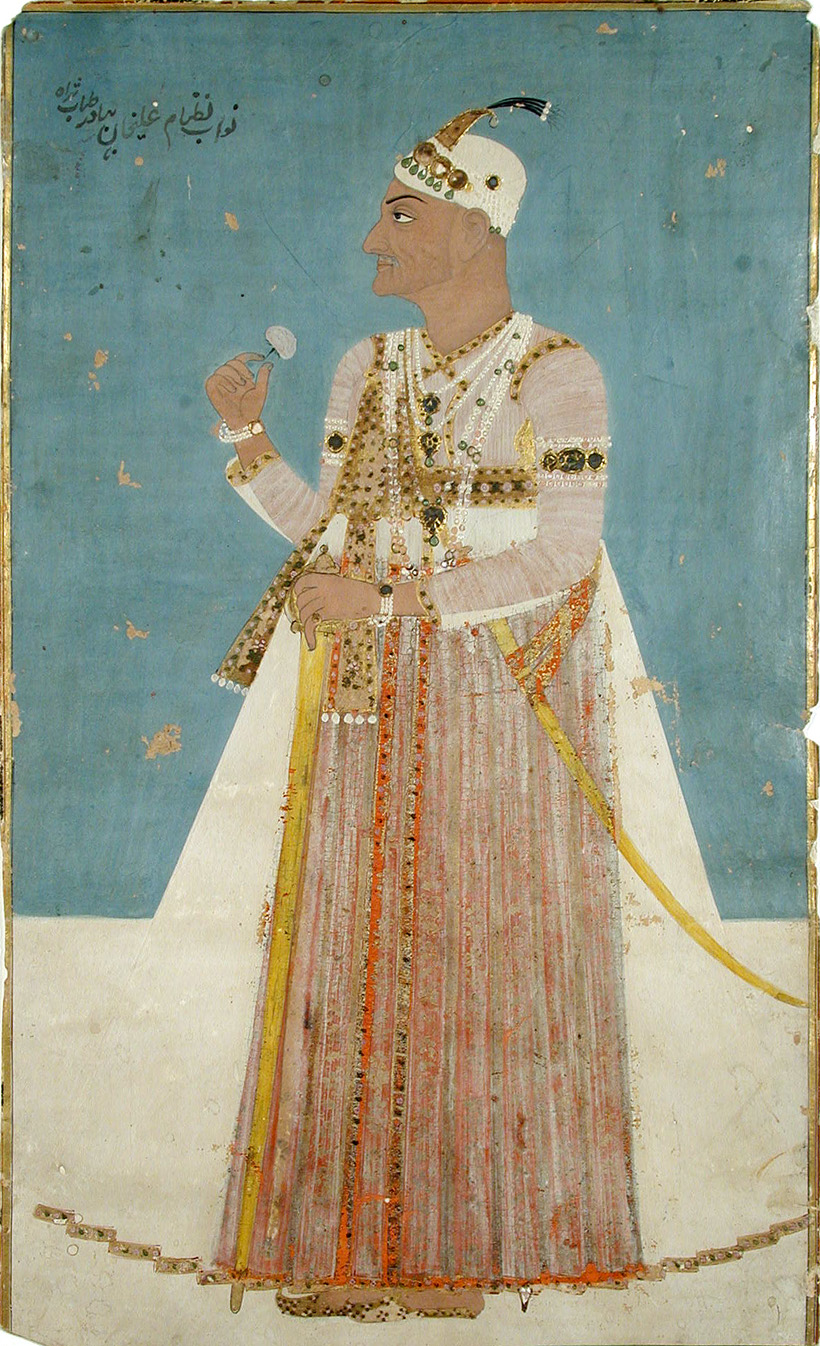
ニザーム・アリー・ハーン

1795年3月11日、ニザーム王国はマラーター同盟にカルダーで大敗北を喫した（カルダーの戦い）。その後に結ばれた講和条約により、ダウラターバード、アウランガーバード、アフマドナガル、ショーラープルなどの地を割譲し、3000万ルピーという多額の賠償金を支払わなければならなかった。
これは明らかにニザーム王国のマラーターに対する劣勢さをあらわしていた。この事態に直面したニザーム・アリー・ハーンがマラーターの脅威を除くために選んだのが、イギリスの従属国、つまり藩王国としての存続を図る道であった。
こうして、1798年9月1日にニザーム王国とイギリスとの間に軍事保護条約が結ばれた。この条約では、王国に駐留するイギリス軍の大幅増員およびそれに支払う駐留費の負担増額、フランス人主体の精鋭部隊を解散し、すべてのフランス人将兵の解雇を約した。
こうして、ニザーム王国はイギリスの軍事的・政治的保護下に入り、同国に従属する藩王国となった（ニザーム藩王国）。

### 第四次マイソール戦争における勝利と領土の拡大

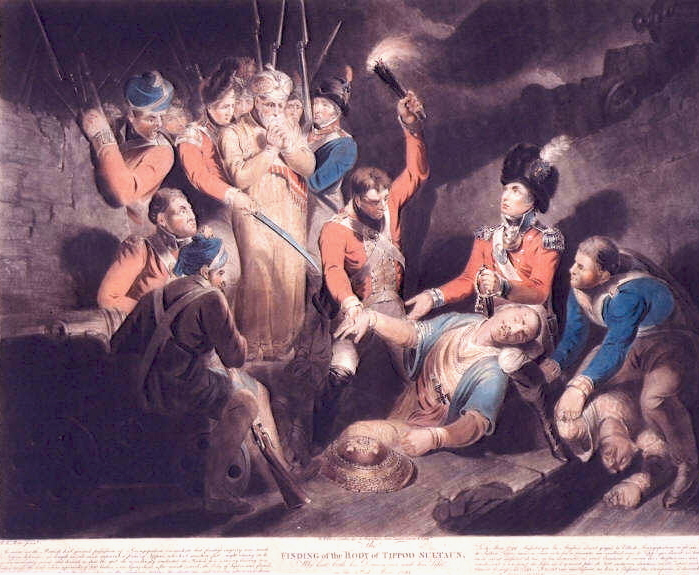
ティプー・スルターンの死

1799年2月、イギリスはマイソール王国がフランスが同盟しようとしたとして、マイソール王国に侵攻し、ニザーム藩王国も軍勢を出して加勢した（第四次マイソール戦争）。
同年4月にイギリスとニザーム藩王国の軍勢はマイソール王国の首都シュリーランガパトナを包囲して、5月にその攻防戦でティプー・スルターンを殺害し、長く続いたマイソール戦争は終結した。
その後、マイソール王国が降伏して結ばれた条約では、マイソール王国はイギリスとニザーム藩王国、マラーター王国にさらに領土の約半分を割譲し、そのうちの北部がニザーム藩王国に割譲された。
1800年10月12日、ニザーム王国はイギリス軍への駐留費免除を引き替えに、1792年及び1799年にマイソール戦争で獲得したカダパ、カルヌール、ベッラーリ、アナンタプルといった割譲地をイギリスに再割譲させられた（この領土は「割譲諸県」と呼ばれている）。また、この条約ではイギリスの歩兵大隊8個と騎兵連隊2個を藩王国の領土に駐屯させることも同意させられた。

### 晩年と死
1801年7月、南インドのカルナータカ太守はティプー・スルターンに内通したとして、カーナティック条約でその全権と全領土の譲渡を余儀なくされ、年金生活者となった。こうして、19世紀初頭にイギリスの南インド直轄領とニザーム藩王国、マイソール藩王国、トラヴァンコール藩王国など藩王国からなるマドラス管区が形成されることとなった。
1803年初頭、イギリスはマラーター同盟の内紛にも介入しており、イギリスの味方するマラーター王国の宰相バージー・ラーオ2世に対し、シンディア家、ホールカル家、ボーンスレー家といったマラーター諸侯らが同盟を組み、イギリスと一触即発の危機にあった。すでに、ニザーム藩王国からはアーサー・ウェルズリーがプネーに向けて騎兵を連れて出撃していた。
そうしたなか、同年8月6日、ニザーム・アリー・ハーンはハイダラーバードで死亡した。第二次マラーター戦争が勃発する2日前のことであった。